# Angelo Taylor
Angelo F. Taylor (né le 29 décembre 1978 à Albany), est un athlète américain spécialiste du 400 m haies. Sur cette distance, il remporte le titre olympique en 2000 et en 2008.

## Biographie
Né à Albany (Géorgie), Angelo Taylor fait ses études au Georgia Institute of Technology et remporte le titre NCAA en 1998 ; il s'impose lors des Championnats nationaux des États-Unis, titre qu'il remportera trois fois.
Il fait ses débuts sur la scène internationale lors des Championnats du monde d'athlétisme 1999 en terminant à la troisième place du 400 m haies. Avec ses coéquipiers américains, il termine premier du relais 4 × 400 m mais l'équipe américaine est ensuite disqualifiée.
En 2000, Taylor se présente aux Jeux olympiques de Sydney comme favori de l'épreuve. Il remporte son premier titre olympique individuel ainsi que la médaille d'or du relais 4 × 400 m. Cette dernière sera retirée aux Américains en 2008 à la suite des aveux de dopage des Américains Jerome Young, Antonio Pettigrew, Alvin et Calvin Harrison. membres du relais victorieux. Seuls Taylor et Michael Johnson ne sont pas impliqués dans l'affaire de dopage.
Lors des Mondiaux 2001, Taylor est éliminé dès les demi-finales du 400 m haies. Il remporte néanmoins la médaille d'or du relais 4 × 400 m. Non sélectionné pour les Championnats du monde de 2003 à Paris, il essuie un nouveau revers aux Jeux olympiques de 2004 en étant éliminé une nouvelle fois au stade des demi-finales.
En 2007, Taylor établi un nouveau record personnel sur le 400 m plat et remporte la médaille de bronze des Championnats du monde d'Osaka. Il obtient par ailleurs une nouvelle médaille d'or avec ses coéquipiers américains du relais 4 × 400 m.
Aux Jeux olympiques de 2008 à Pékin, Angelo Taylor remporte, huit ans après son premier titre sur la distance, la médaille d'or du 400 m haies. Il remporte également la médaille d'or avec ses coéquipiers américains sur le relais 4 × 400 mètres.
Triple champion universitaire, Jeshua Anderson remporte le 400 m haies en plein air des Championnats des États-Unis 2011 de Eugene devant le champion du monde 2005 Bershawn Jackson et Angelo Taylor. Les trois hommes se qualifient par la même occasion pour les Championnats du monde de Daegu. Les trois ont fini avec seulement 1/100 d'écart, Anderson et Jackson en 47 s 93 et Taylor en 47 s 94.
Il termine à la 7e place du 400 m haies des Championnats du monde 2011 à Daegu derrière l'autre vétéran et référence de la discipline Félix Sánchez, 4e.
En 2012, il termine à deux reprises 3e des deux premiers tours de piste comptant pour la ligue de diamant 2012 et remportés par son compatriote LaShawn Merritt, le 11 mai lors du Qatar Athletic Super Grand Prix de Doha et le 2 juin, à l'occasion du meeting Prefontaine Classic à Eugene, en respectivement 44 s 97 et en 45 s 59,. Lors des Jeux olympiques de 2012, à Londres, il remporte la médaille d'argent du relais 4 × 400 m en compagnie de Bryshon Nellum, Joshua Mance et Tony McQuay. L'équipe des États-Unis, qui établit son meilleur temps de la saison en 2 min 57 s 05, est devancée par les Bahamas.

## Palmarès
| Date | Compétition                  | Lieu             | 400 m | 400 m h. | 4 × 400 m |
| ---- | ---------------------------- | ---------------- | ----- | -------- | --------- |
| 1996 | Championnats du monde junior | Sydney           |       | 3e       |           |
| 2000 | Jeux olympiques              | Sydney           |       | 1er      |           |
| 2000 | Finale du Grand Prix         | Doha             |       | 1er      |           |
| 2007 | Championnats du monde        | Osaka            | 3e    |          | 1er       |
| 2007 | Finale mondiale              | Stuttgart        | 3e    | 5e       |           |
| 2008 | Jeux olympiques              | Pékin            |       | 1er      | 1er       |
| 2008 | Finale mondiale              | Stuttgart        | 4e    |          |           |
| 2009 | DécaNation                   | Paris            | 1re   |          |           |
| 2010 | Ligue de diamant             | Ligue de diamant | 3e    | 4e       |           |
| 2011 | Championnats du monde        | Daegu            |       | 7e       | 1er       |
| 2012 | Jeux olympiques              | Londres          |       | 5e       | 2e        |
| 2012 | Ligue de diamant             | Ligue de diamant |       | 2e       |           |

## Records
| Épreuve       | Performance | Lieu         | Date            |
| ------------- | ----------- | ------------ | --------------- |
| 200 m         | 20 s 23     | Rieti        | 29 août 2010    |
| 400 m         | 44 s 05     | Indianapolis | 23 juin 2007    |
| 400 m (salle) | 45 s 50     | Atlanta      | 27 février 1999 |
| 400 m haies   | 47 s 25     | Pékin        | 18 août 2008    |